# Izvoare, Sîngerei
Izvoare este satul de reședință al comunei cu același nume  din raionul Sîngerei, Republica Moldova.